# Лунде, Майя
Майя Лунде (норв. Maja Lunde; род. 30 июля 1975 года) — норвежская писательница, сценарист, автор произведений для детей и юношества.

## Биография и творчество
Получила образование в Университете Осло.
Литературный дебют состоялся в 2012 году, с изданием романа для детей Over grensen. Действие которого происходит в 1942 году, а его герои, евреи «Сара» и «Даниэль», бегут от нацистов во время немецкой оккупации Норвегии. Они найдут прибежище в нейтральной Швеции. Ее роман для взрослых «История пчёл» переведен на 30 языков.
В 2015 году Лунде удостоилась Премии норвежских книготорговцев за него. В 2017 году опубликовала роман The History of Bees in the United States.
Лауреат Rachel Carson Prize (environmentalist award) (2021).
Написала сценарии для сериалов Barnas supershow, Hjem и Side om side.